# Kobayashi Issa
Pour les articles homonymes, voir Issa (homonymie).
Issa Kobayashi (小林 一茶, Kobayashi Issa), plus connu sous son seul prénom de plume Issa (一茶, signifiant « une (tasse de) thé »), est un poète japonais du XIXe siècle (fin de la période Edo). De son vrai nom, Nobuyuki Kobayashi (alias Yatarō comme prénom d'enfance), il est né le 15 juin 1763 dans le village de Kashiwabara de la province de Shinano (actuelle Préfecture de Nagano) et y meurt le 5 janvier 1828. Il est considéré comme l'un des trois grands maîtres du haïkaï classique japonais (江戸三大俳人) avec Bashō et Buson.
Auteur d'environ 20 000 haïkus en quasi-totalité composés au XIXe siècle, Issa rompt avec les formes de classicisme du XVIIIe de Buson en proposant un type de romantisme qui renouvelle le genre en y infusant l'autoportrait, l'autobiographie, et le sentiment personnel. Il laisse aussi de nombreux textes de prose poétique hybride du genre haibun, dont le Oraga haru (おらが春, Mes années de printemps） et le Chichi no shuen nikki （父の終焉日記, Journal des derniers jours de mon père）- cette dernière œuvre passant pour être à l'origine du genre watakushi shōsetsu ("roman à la première personne" ou "roman naturaliste") dans la littérature japonaise, avant même toute influence occidentale  ,.

## Biographie
Fils d'un paysan moyennement aisé, la vie d'Issa fut marquée par une succession de malheurs et par la pauvreté. Il perd sa mère à l'âge de trois ans. Son père se remarie lorsqu'Issa a sept ans et sa belle-mère ne cache pas son hostilité pour lui. Issa part pour Edo (actuelle Tōkyō) à l'âge de quatorze ans pour servir comme domestique. En 1812, Issa décide de quitter Edo et de mettre un terme à sa vie d'errance pour retourner vivre dans son village natal.
Au cours de sa vie, Issa s'est marié trois fois. Sa première femme, Kiku, lui donne trois fils, Sentarō, Ishitarō et Konzaburō ainsi qu'une fille, Sato. Tous les quatre mourront en bas âge. Après la mort de sa première femme, Issa épouse Yuki dont il divorcera au bout de trois mois. De sa troisième femme, Yao, il aura une fille Yata qu'il ne connaîtra jamais, car il meurt pendant que sa femme est enceinte.

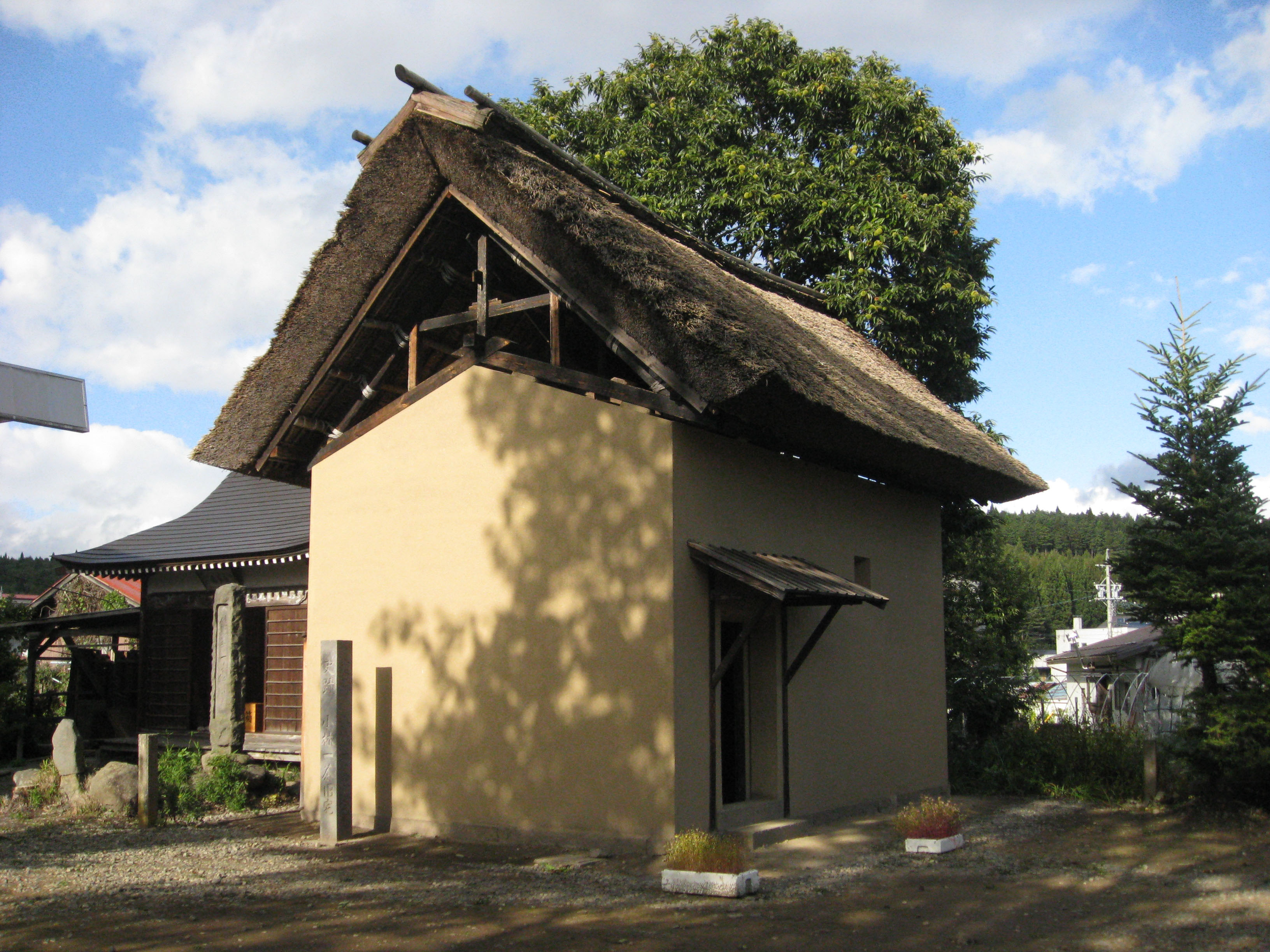
La grange où Issa a passé les six derniers mois de sa vie.

Le 24 juillet 1827, un incendie détruit de nombreuses maisons de son village, dont la sienne. Issa se réfugie dans une grange de sa ferme, où il passe les six derniers mois de sa vie. Issa meurt le 5 janvier 1828. Selon l'ancien calendrier japonais, il est mort le 19e jour du 11e mois de la 10e année de l'ère Bunsei : comme cette année correspond approximativement à l'an 1827, de nombreuses sources anciennes donnent à tort 1827 comme date de sa mort.
Selon Shiki, les haïkus d'Issa se distinguent par le comique (comédie de situation), par la satire (moquerie des guerriers et des moines dépravés), et par la compassion (empathie bouddhiste pour le faible et pour tout ce qui vit).

## Extraits
Deux poèmes illustrent particulièrement bien la peine d'Issa après la mort de sa première fille :
| 露の世は 露の世ながら さりながら | Tsuyu no yo wa Tsuyu no yo nagara Sarinagara | Rosée que ce monde Rosée que ce monde-ci Oui, sans doute et pourtant |

| 秋風や むしりたがりし 赤い花 | Akikaze ya Mushiri ta gari shi Akai hana | Sous la brise d'automne ces fleurs rouges qu'elle aurait tant aimé arracher |

### Éditions originales
Recueils de poèmes
- 1791. Kansei sannen kikō
- 1792. Kansei kujō
- 1792. Saikoku kikō
- 1803. Kyōwa kujō
- 1804. Bunka kujō
- 1819. Ora ga haru (tr. Mon année de printemps)
- 1822. Bunsei kujō (1822-1825)

Journaux
- 1801. Chichi no shūen nikki
- 1810. Shichiban nikki (1810-1818)
- 1813. Shidara
- 1819. Hachiban nikki (1819-1821)

### Éditions en français
Monographies (recueils et sélections)
- 1974. Le Voleur de fleurs (trad. non établi), éd. Abdallah Benanteur, coll. « Charef » no 37, 12+17 pages, pas d'ISBN (OCLC 461757694) — haïkus illustrés de 16 eaux-fortes de Benanteur, tirage limité à 16 exemplaires plus quelques hors-commerce, consultable à la BNF (FRBNF34631741)
- 1991. Et pourtant, et pourtant (trad. Cheng Wing Fun et Hervé Collet ; bilingue), éd. Moundarren, 180 pages,  (ISBN 2-907312-11-1) (2e éd. 2006 rev. et aug., 137 pages,  (ISBN 2-907312-56-1)
- 1984. Sous le ciel de Shinano (trad. Alain Gouvret et Nobuko Imamura ; bilingue), éditions Arfuyen, coll. « Cahiers d'Arfuyen » no 15, 48 pages,  (ISBN 2-903941-11-4)
- 1994. Haïku (trad. Joan Titus-Carmel ; bilingue), Éditions Verdier, 112 pages,  (ISBN 2-86432-199-8)
- 1996. En village de miséreux (trad. Jean Cholley ; bilingue), éd. Gallimard, coll. « Connaissance de l'Orient » no 90, 261 pages,  (ISBN 2-07-074505-8)
- 2006. Mon année de printemps (trad. Brigitte Allioux), éd. Cécile Defaut, 160 pages,  (ISBN 2-35018-034-4) — Traduction du recueil Ora ga haru
- 2008. Pas si simple en ce monde d'être né humain (trad. Danièle Faugeras et Pascale Janot), éd. Érès, coll. « Po & Psy », 80 pages,  (ISBN 978-2-7492-0985-2)
- 2014. Journal des derniers jours de mon père (trad. Seegan Mabesoone), Pippa Éditions, coll. Kolam, 64 pages,  (ISBN 978-2-916506-54-8) - traduction du journal Chichi no Shūen Nikki.
- 2015. Haïkus satiriques, Kobayashi Issa 反骨の俳人一茶(traduits et présentés par Seegan Mabesoone, édition totalement bilingue français-japonais-romaji), Pippa Éditions, coll. Kolam, 96 pages,  (ISBN 978-2-916506-73-9).
- 2016. Haïkus sur les chats, Kobayashi Issa 一茶と猫 (traduits et présentés par Seegan Mabesoone, édition totalement bilingue français-japonais-romaji), Pippa Éditions, coll. Kolam, 104 pages,  (ISBN 978-2-916506-82-1).
- 2024. Haïkus sur les chiens, Kobayashi Issa 一茶と犬 (traduits et présentés par Seegan Mabesoone, édition bilingue français/japonais), choix d'estampes japonaises anciennes, Pippa Éditions, 2024  (ISBN 978-2-37679-081-5)[8]

Beaux-livres
- Un chat au Japon – Haïkus de Kobayashi Issa,

préface, traduction, notes de Seegan Mabesoone, édition bilingue français/japonais, choix d'illustrations d'artistes japonais,『日本の猫』, (Éditions de la Martinière, Paris, 2023) ,  (ISBN 979-1-04011-405-5), Lire la préface en ligne (site de l'éditeur)　: Issa, ce maître de haïku qui devint un homme libre en regardant ses chats.
- Un jardin au Japon – Haïkus de Kobayashi Issa,

préface, traduction, notes de Seegan Mabesoone, édition bilingue français/japonais, choix d'illustrations d'artistes japonais,『一茶の庭』, (Éditions de la Martinière, Paris, 2024) ,  (ISBN 979-1-04011-921-0), Lire la préface en ligne (site de l'éditeur)　: Le jardin d'Issa, un havre de paix poétique et animiste.
- Une femme au Japon – Haïkus de Kobayashi Issa,

préface, traduction, notes de Seegan Mabesoone, édition bilingue français/japonais, choix d'illustrations d'artistes japonais,『一茶と女性』, (Éditions de la Martinière, Paris, 2025) ,  (ISBN 979-1-04012-158-9), Lire la préface en ligne (site de l'éditeur)　: Issa, un maître de haïku féministe avant la lettre.
Anthologies
- 2002. Haiku : anthologie du poème court japonais (trad. Corinne Atlan et Zéno Bianu ; texte français seulement), éd. Gallimard, coll. « Poésie » no 369, 239 pages,  (ISBN 2-07-041306-3), 504 haïkus (pour moitié des quatre maîtres : 46 de Bashô, 51 de Buson, 82 de Issa, 56 de Shiki)

### Évocations
- Philippe Forest, Sarinagara, roman, 2003
- Cédric Gras, L'hiver aux trousses, Paris, Gallimard, 2016, p. 170 : «Oie sauvage oie sauvage / À ton premier voyage / Quel âge avais-tu ?»

## Sources
- Arfuyen, Notice biographique aux éditions Arfuyen, www.arfuyen.fr, consulté en novembre 2009
- Shunkin, « Bibliographie des œuvres de Kobayashi Issa traduites en français » (Archive.org du site disparu en 2013), Shunkin, littérature japonaise, www.shunkin.net, consulté en novembre 2009 — Base pour la liste, complétée et recoupée d'autres sources documentaires.
- Shunkin, « Kobayashi Issa : Informations biographiques » (Archive.org du site disparu en 2013), Shunkin, littérature japonaise, www.shunkin.net, consulté en novembre 2009
- Verdier, Notice biographique aux Éditions Verdier, www.editions-verdier.fr, consulté en novembre 2009